# Bochen (herb szlachecki)

Herb Bochen I

Herb Bochen I odmienny

Bochen (Boch) – kaszubski herb szlachecki, herb własny rodziny Bochen. Ze względu na specyficzną historię regionu, mimo przynależności do Rzeczypospolitej, rodzina i herb nie zostały odnotowane przez polskich heraldyków.

## Opis herbu
Opis z wykorzystaniem klasycznych zasad blazonowania:
Bochen I: W polu srebrnym papuga zielona z dziobem złotym, stojąca na ostrzewi w skos, naturalnej, z dwoma sękami po lewej i jednym po prawej. W klejnocie samo godło. Labry zielone, podbite srebrem.
Bochen I odmienny: W polu ponad półksiężycem z twarzą barkiem do dołu, ptak (papuga?) na ostrzewi w skos. Klejnot: nad hełmem w koronie samo godło. Labry. Barwy nieznane.

## Najwcześniejsze wzmianki
Herb w wersji podstawowej pojawił się na mapie Pomorza Lubinusa z 1618 i wszystkich herbarzach niemieckich, w tym "nowy Siebmacher", Pommersches Wappenbuch Bagmihla (1843) i Der polnische Adel Żernickiego (1900).
Herb odmienny pochodzi z pieczęci Jana Jerzego Chmielińskiego przyłożonej na dokumencie z 1734 roku. Pochodził on z rodu Bochenów z przydomkiem Chmieliński.

## Rodzina Bochen
Drobna szlachta kaszubska herbu własnego. Pierwsza wzmianka 9 marca 1575 (Bochannen). Posiadali działy we wsiach Bożepole Wielkie, Bożepole Małe, Godętowo, Nawcz, Osiek, Dąbrówka Wielka, Paraszyno, Chmieleniec.

## Herbowni
Bochen (Boch, Bochan, Bochenski, Bocheński, Bochiński, Bochinski, Bochow, Bochyński, Bogesken). Bochenowie przyjmowali też nazwiska od posiadanych wsi: Bożopolski, Chmieliński (Chmelenski, Chmelentz, Chmelentzke, Chmelentzki, Chmelenz, Chmelinski, Chmieleński, Chmielinski, Chmilentzki, być może Chelenz), Osiecki, Paraszyński (Paraski, Paraziński, Porazicki, Porażycki), niekiedy zachowując Bochen jako przydomek.
Bochenom-Chmielińskim herbarze Żernickiego przypisywali herb Bochen II, jednak w obliczu ujawnionej przez Przemysława Pragerta pieczęci Jana Chmielińskiego, należy przyjąć, że właściwszym herbem tej gałęzi rodu jest herb Bochen I (odmienny).
Gałęzie tej rodziny przyjmowały też inne herby. Lansdorf-Bocheńscy przyjęli herb Rawicz. Niewykluczone też, że kaszubscy Bocheńscy przyjęli herb pruskich Bocheńskich – Bocheński I.